# Diplopterygium bancroftii
Diplopterygium bancroftii är en ormbunkeart som först beskrevs av William Jackson Hooker, och fick sitt nu gällande namn av Alan Reid Smith. Diplopterygium bancroftii ingår i släktet Diplopterygium och familjen Gleicheniaceae. Inga underarter finns listade.